# Otto Reinhold Ladau
Otto Reinhold Ladau, före adlandet 1718 Ladow, född 29 augusti 1683 i Dorpat, Livland, död 12 april 1746 i Helsingfors eller Borgå, var en svensk militär.
Ladau blev som 13-åring  volontär vid amiralitetet i Karlskrona 1696 och tre år senare utnämndes han till arklimästare där och deltog i landstigningen på Själland 1700 samt blockaden Dünamünde skans året efter. Han utnämndes till konstapelmat hösten 1701 med placering på de fregatter, som kryssade på sjön Peipus. Han erhöll avsked från amiralitetet under våren 1703 och sökte sig till Harriska lantmilisregementet (som var ett estländskt infanteriregemente) i Dorpat där han utnämndes till löjtnant. Ladau fick 1706 tillstånd att enrollera sig som löjtnant i fransk tjänst för att deltaga i det Spanska tronföljdskriget och erhöll då anställning vid Erik Sparres regemente, Royal Allemand i Frankrike där han blev kapten 1707. Under sin tid vid  regementet medverkade han i drabbningarna vid Ramillies 1706, Oudenaarde 1708 och Malplaquet 1709. I slaget vid Malplaquet blev han tillfångatagen av nederländska soldater. Vid återkomsten till Sverige 1711 blev han ryttmästare vid  Upplands femmänningsregemente, han erhöll konfirmationsfullmakt 1715 och förflyttades som ryttmästare vid livregementet till häst 1716. Han medverkade i Karl XII fälttåg till Norge 1716 och 1718. Han blev överstelöjtnant vid den estländska adelsfanan 1720 och var efter att Estland genom freden i Nystad 1721 gick förlorat från Sverige från placerad vid livregementet till häst. Han blev överste 1741 och utsågs till chef över Savolax infanteriregemente och Nyslotts läns regemente till fot. Som regementschef medverkade han i svenskarnas nederlag i kriget mot Ryssland 1741-1742. Han blev vice landshövding över Nylands och Tavastehus län 1743. Karl XII adlade 1718 tio dagar före sin död Ladau och han introducerades 1719 under nummer 1576, sköldebrevet skrevs under av drottning Ulrika Eleonora 1719.
Han var son till Matthias Ladow (1633-1692) och Christina Köster (född 1654) som var dotter till rådsförvandten i Narva Peter Köster, samt från 1718 gift med Hedvig Juliana Wattrang (1688-1764) som var dotter till revisionssekreteraren Jakob Wattrang, adlad Wattrang (1630-1698). Paret fick åtta barn och han blev far till Gustaf Otto Ladau och Fredrik Wilhelm Ladau.